# سيلينكسور
سيلينكسور يُباع تحت الاسم التجاري اكسبوفيو( Xpovio) من بين أسماء أخرى، وهو دواء يستخدم لعلاج المايلوما المتعددة. خاصة في الحالات التي تكون فيها 4 علاجات أخرى على الأقل غير فعالة.  و يؤخذ عن طريق الفم مع ديكساميثازون.  
تشمل الآثار الجانبية الشائعة له ما يلي: الغثيان، و فقدان الوزن، و الاسهال، و التعب، و انخفاض الصفائح الدموية،و انخفاض خلايا الدم الحمراء ، و انخفاض خلايا الدم البيضاء ، و انخفاض الصوديوم.  و قد تشمل الآثار الجانبية الأخرى الإغماء.  أما استخدامه أثناء الحمل فقد يضر الجنين.  وهو مانع للتصدير النووي ويعمل عن طريق عرقلة عمل التصدير 1 . 
ووفق على استخدام سيلينكسور طبيًا في الولايات المتحدة في عام 2019 و أوروبا في عام 2021.   في الولايات المتحدة يكلف حوالي 24000 دولار أمريكي كل 4 أسابيع.  وعلى الرغم من الموافقة عليه في المملكة المتحدة، إلا أنه غير متوفر هناك اعتبارًا من عام 2021. 